# HD 57118
HD 57118，又名BD-19 1813，SAO 152710、HR 2785，是一颗恒星，视星等为6.09，位于銀經233.17，銀緯-2.85，其B1900.0坐标为赤經7h 14m 38.5s，赤緯-19° -2.85′ 50″。